# Natação no Campeonato Europeu de Esportes Aquáticos de 2022 - 100 m borboleta feminino
A prova dos 100 metros nado borboleta feminino da natação no Campeonato Europeu de Esportes Aquáticos de 2022 ocorreu nos dias 14 e 15 de agosto no Foro Italico, em Roma na Itália. 

## Calendário
| Fase          | Data         | Hora  |
| ------------- | ------------ | ----- |
| Eliminatórias | 14 de agosto | 09:23 |
| Semifinal     | 14 de agosto | 18:21 |
| Final         | 15 de agosto | 18:00 |

Todos os horários estão no horário local (UTC+1)

## Recordes
Antes desta competição, os recordes eram os seguintes:
|                       | Nadadora       | Tempo | Local          | Data                |
| --------------------- | -------------- | ----- | -------------- | ------------------- |
| Recorde mundial       | Sarah Sjöström | 55.48 | Rio de Janeiro | 7 de agosto de 2016 |
| Recorde europeu       | Sarah Sjöström | 55.48 | Rio de Janeiro | 7 de agosto de 2016 |
| Recorde do campeonato | Sarah Sjöström | 55.89 | Londres        | 20 de maio de 2016  |

## Medalhistas
| Ouro                 | Prata              | Bronze           |
| Louise Hansson (SWE) | Marie Wattel (FRA) | Lana Pudar (BIH) |

## Resultados

### Eliminatórias
Esses foram os resultados das eliminatórias.
| Pos. | Bateria | Raia | Nadadora              | Nacionalidade        | Tempo   | Notas  |
| ---- | ------- | ---- | --------------------- | -------------------- | ------- | ------ |
| 1    | 3       | 4    | Louise Hansson        | Suécia               | 57.46   | Q      |
| 2    | 4       | 4    | Marie Wattel          | França               | 57.85   | Q      |
| 3    | 3       | 5    | Lana Pudar            | Bósnia e Herzegovina | 58.29   | Q      |
| 4    | 4       | 5    | Elena Di Liddo        | Itália               | 58.43   | Q      |
| 5    | 2       | 5    | Ilaria Bianchi        | Itália               | 58.46   | Q      |
| 6    | 3       | 3    | Angelina Köhler       | Alemanha             | 58.47   | Q      |
| 7    | 3       | 2    | Costanza Cocconcelli  | Itália               | 58.89   |        |
| 7    | 2       | 2    | Keanna MacInnes       | Reino Unido          | 58.89   | Q      |
| 9    | 3       | 6    | Maaike de Waard       | Países Baixos        | 58.90   | Q      |
| 10   | 4       | 2    | Tessa Giele           | Países Baixos        | 58.97   | Q      |
| 11   | 4       | 3    | Roos Vanotterdijk     | Bélgica              | 59.06   | Q      |
| 12   | 3       | 1    | Helena Rosendahl Bach | Dinamarca            | 59.15   | Q      |
| 13   | 4       | 7    | Sara Junevik          | Suécia               | 59.30   | Q      |
| 14   | 2       | 4    | Anna Ntountounaki     | Grécia               | 59.33   | Q      |
| 15   | 2       | 3    | Maria Ugolkova        | Suíça                | 59.34   | Q      |
| 16   | 2       | 6    | Dalma Sebestyén       | Hungria              | 59.39   | Q, RET |
| 17   | 4       | 1    | Julia Ullmann         | Suíça                | 59.75   | Q      |
| 18   | 3       | 7    | Antonella Crispino    | Itália               | 59.80   |        |
| 19   | 2       | 0    | Laura Lahtinen        | Finlândia            | 59.99   | Q, RET |
| 20   | 2       | 7    | Julia Maik            | Polónia              | 1:00.34 | Q      |
| 21   | 2       | 8    | Holly Hibbott         | Reino Unido          | 1:00.39 |        |
| 22   | 4       | 0    | Hanna Rosvall         | Suécia               | 1:00.59 |        |
| 23   | 3       | 8    | Ana Monteiro          | Portugal             | 1:00.82 |        |
| 24   | 1       | 4    | Marina Jehl           | França               | 1:01.17 |        |
| 25   | 3       | 0    | Carla Hurtado         | Espanha              | 1:01.36 |        |
| 26   | 4       | 8    | Tamara Potocká        | Eslováquia           | 1:01.43 |        |
| 27   | 3       | 9    | Victorita Bogdaneci   | Roménia              | 1:01.46 |        |
| 28   | 2       | 9    | Anastasia Tichy       | Áustria              | 1:01.74 |        |
| 29   | 1       | 5    | Lea Polonsky          | Israel               | 1:02.06 |        |
| 30   | 4       | 9    | Ieva Maļuka           | Letônia              | 1:02.12 |        |
| 31   | 1       | 6    | Annina Grabher        | Suíça                | 1:02.53 |        |
| 32   | 1       | 2    | Mireia Belmonte       | Espanha              | 1:02.73 |        |
| 33   | 1       | 7    | Varsenik Manucharyan  | Armênia              | 1:03.09 |        |
| 34   | 1       | 3    | Tamara Schaad         | Suíça                | 1:04.12 |        |
| 35   | 2       | 1    | Amina Kajtaz          | Croácia              | DSQ     | DSQ    |
| 35   | 4       | 6    | Laura Stephens        | Reino Unido          | DNS     | DNS    |

### Semifinal
Esses foram os resultados das semifinais. 
| Pos. | Bateria | Raia | Nadadora              | Nacionalidade        | Tempo | Notas |
| ---- | ------- | ---- | --------------------- | -------------------- | ----- | ----- |
| 1    | 1       | 4    | Marie Wattel          | França               | 56.99 | Q     |
| 2    | 2       | 4    | Louise Hansson        | Suécia               | 57.54 | Q     |
| 3    | 1       | 3    | Angelina Köhler       | Alemanha             | 58.03 | Q     |
| 4    | 2       | 5    | Lana Pudar            | Bósnia e Herzegovina | 58.06 | Q     |
| 5    | 2       | 3    | Ilaria Bianchi        | Itália               | 58.21 | q     |
| 6    | 1       | 2    | Roos Vanotterdijk     | Bélgica              | 58.42 | q     |
| 7    | 2       | 1    | Anna Ntountounaki     | Grécia               | 58.48 | q     |
| 8    | 2       | 6    | Keanna MacInnes       | Reino Unido          | 58.55 | q     |
| 9    | 1       | 1    | Maria Ugolkova        | Suíça                | 58.66 |       |
| 10   | 1       | 5    | Elena Di Liddo        | Itália               | 58.68 |       |
| 11   | 2       | 2    | Tessa Giele           | Países Baixos        | 58.71 |       |
| 12   | 2       | 7    | Helena Rosendahl Bach | Dinamarca            | 58.80 |       |
| 13   | 1       | 7    | Sara Junevik          | Suécia               | 58.97 |       |
| 14   | 1       | 8    | Julia Maik            | Polónia              | 59.32 |       |
| 15   | 1       | 6    | Maaike de Waard       | Países Baixos        | 59.46 |       |
| 16   | 2       | 8    | Julia Ullmann         | Suíça                | 59.66 |       |

### Final
Esse foi o resultado da final. 
| Pos.              | Raia | Nadadora          | Nacionalidade        | Tempo | Notas            |
| ----------------- | ---- | ----------------- | -------------------- | ----- | ---------------- |
| Medalha de ouro   | 5    | Louise Hansson    | Suécia               | 56.66 |                  |
| Medalha de prata  | 4    | Marie Wattel      | França               | 56.80 |                  |
| Medalha de bronze | 6    | Lana Pudar        | Bósnia e Herzegovina | 57.27 | Recorde nacional |
| 4                 | 3    | Angelina Köhler   | Alemanha             | 57.90 |                  |
| 5                 | 1    | Anna Ntountounaki | Grécia               | 57.91 |                  |
| 6                 | 2    | Ilaria Bianchi    | Itália               | 58.34 |                  |
| 7                 | 8    | Keanna MacInnes   | Reino Unido          | 58.68 |                  |
| 8                 | 7    | Roos Vanotterdijk | Bélgica              | 58.74 |                  |

Legenda
| Recorde mundial       | Recorde mundial (World record)               |                       | Recorde africano                      | Recorde africano (African) |                                           | Q | Classificado por posição (Qualified) |
| Recorde do campeonato | Recorde do campeonato (Championship record)  | Recorde da América    | Recorde da América (Americas)         | q                          | Classificado por melhor tempo (Qualified) |   |                                      |
| Melhor marca do ano   | Melhor marca do ano (World leading)          | Recorde asiático      | Recorde asiático (Asian)              | DNS                        | Não largou (Did not start)                |   |                                      |
| Recorde nacional      | Recorde nacional (National record)           | Recorde europeu       | Recorde europeu (European)            | DNF                        | Não terminou (Did not finish)             |   |                                      |
| Recorde pessoal       | Recorde pessoal do atleta (Personal best)    | Recorde da Oceania    | Recorde da Oceania (Oceania)          | DSQ / DQ                   | Desclassificado (Disqualified)            |   |                                      |
| Recorde da temporada  | Recorde da temporada do atleta (Season best) | Recorde sul-americano | Recorde sul-americano (South America) | NM                         | Sem marca (No mark)                       |   |                                      |